# Claire Holtová
Claire Holtová (* 11. června 1988 Brisbane) je australská herečka. Její nejznámější role je Emma Gilbertová v seriálu H2O: Stačí přidat vodu a Rebekah Mikaelson v seriálech Upíří deníky a The Originals.

## Životopis
V roce 2006 získala roli mořské panny Emmy Gilbert v seriálu H2O:Stačí přidat vodu. Seriál získal cenu Logie Award a Nickelodeon Australia Kids' Choice Award. Byly natočeny dvě série a po krátké pauze se začalo uvažovat o třetí. V třetí sérii se ale už neobjevila, protože přijala nabídku na roli ve filmu Messengers 2:The Scarecrow. Jeho natáčení začalo v Sofii v roce 2008 a 21. července 2009 v Austrálii byl vydán film na DVD.
Kromě hraní ve filmech a seriálech se také objevila v několika reklamách pro Dreamworld, Sizzler a Queensland Lifesaving.

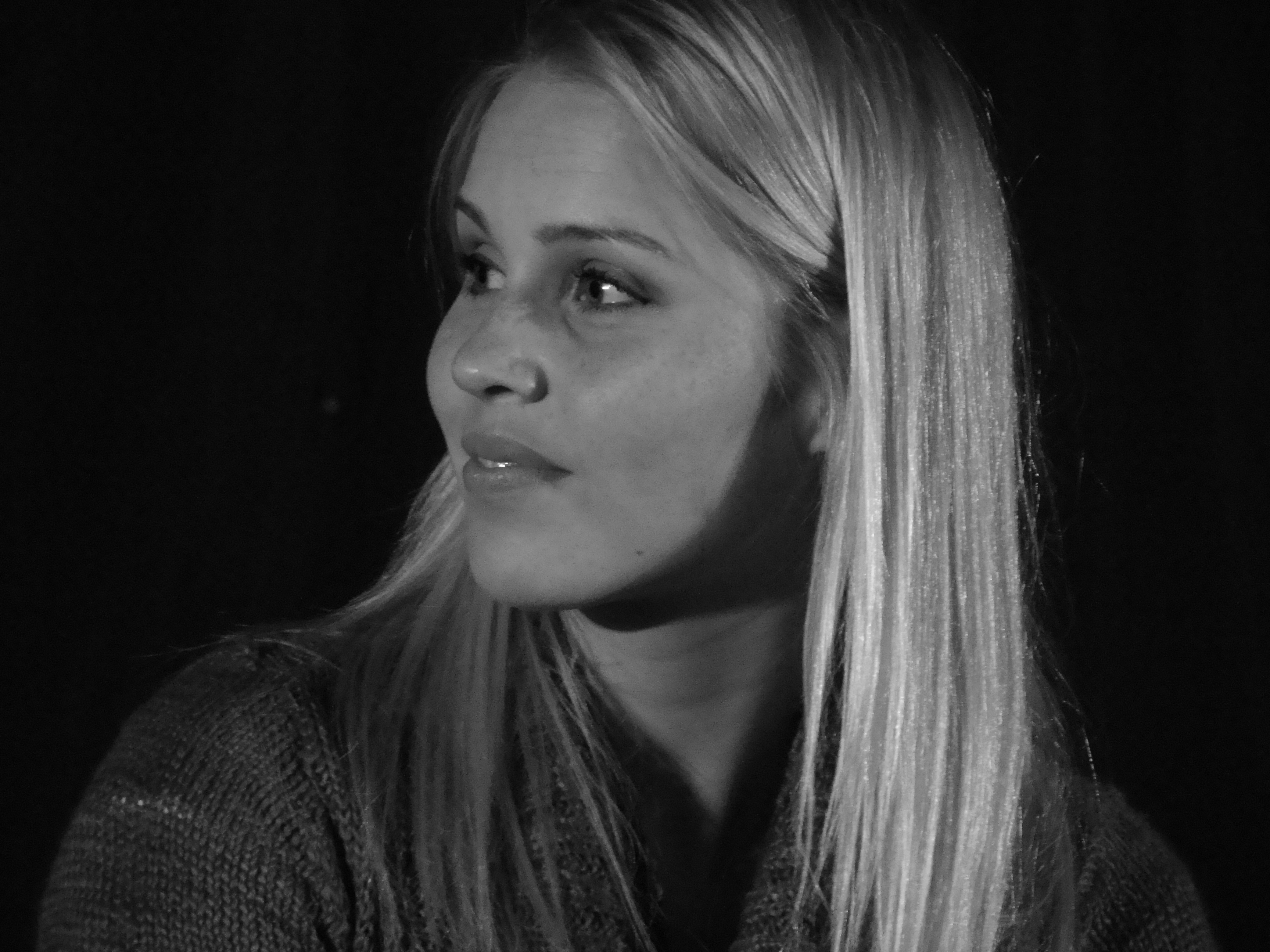

Od roku 2011 hrála v seriálu Upíří deníky, kde ztvárnila postavu původní upírky Rebekah Mikaelsonové. V roce 2013 pak její postava volně přešla do spin-offu Upířích deníků pod názvem The Originals. V roce 2014 ze seriálu odešla z důvodu pracovního vytížení a nedostatku času na rodinu. V seriálu se však i nadále příležitostně objevuje, ovšem pouze už jako vedlejší postava.Však i tak je Claire úspěšná.

## Osobní život
Na konci roku 2005 absolvovala školu Stuartholme v Toowongu. Mezi její záliby patří plavání, volejbal, vodní pólo a taekwondo, ze kterého má černý pásek. Když byla mladší, zpívala ve školním sboru.
V červenci 2015 se zasnoubila se svým dlouhodobým přítelem, televizním producentem, Matthew Kaplanem. Dvojice se vzala v dubnu 2016. V dubnu 2017 Holt požádala o rozvod. V prosinci 2017 se zasnoubila s Andrewem Joblonem. V březnu 2018 se na svém instagramovém účtu přiznala, že prodělala potrat. Holt a Joblon se vzali v dubnu 2018. V říjnu 2018 herečka oznámila, že je těhotná. Syn James Holt Joblon se narodil dne 28. března 2019.
V dubnu 2020 oznámila, že očekává druhého potomka. 12. září 2020 porodila dceru Elle Holt Joblon.
V květnu 2023 oznámila prostřednictvím svého instagramového účtu, že čeká 3. potomka.
5. června téhož roku oznámila Claire prostřednictvím svého blogu za pomocí videa emotivní odhalení pohlaví miminka. 
Odhalení pohlaví se zúčastnil její manžel Andrew a syn James. 
Svět se dozvěděl za pomocí tradičního černého nafukovacího balónu ( Girl or Boy?), že pár přivítá podruhé chlapce.
Nadšení bylo obrovské, obzvlášť u otce. Odhalení se nezúčastnila dcerka Elle, protože dle slov Claire nemá moc v lásce balónky.
Dne 10.11.2023 oznámila Claire prostřednictvím svého instagramového účtu, že porodila syna Forda Joblona.

## Filmografie

### Film
| Rok  | Název                     | Role            | Poznámky |
| ---- | ------------------------- | --------------- | -------- |
| 2009 | Prokletí domu slunečnic 2 | Lindsay Rollins |          |
| 2011 | Smutný jako jazz          | Penny           |          |
| 2017 | 47 metrů                  | Kate            |          |
| 2019 | The Divorce Party         | Susan           |          |
| 2019 | Painted Beauty            | Sasha           |          |
| 2019 | A Violent Separation      | Abbey Campbell  |          |

### Televize
| Rok       | Název                    | Role              | Poznámky                                                   |
| --------- | ------------------------ | ----------------- | ---------------------------------------------------------- |
| 2006–2008 | H2O: Stačí přidat vodu   | Emma Gilbert      | hlavní role (1.–2. řada), 52 dílů                          |
| 2011      | Protivný sprostý holky 2 | Chasity Meyer     | TV film                                                    |
| 2011      | Prolhané krásky          | Samara Cook       | vedlejší role, 5 dílů                                      |
| 2011–2013 | Upíří deníky             | Rebekah Mikealson | vedlejší role, 38 dílů                                     |
| 2013–2018 | The Originals            | Rebekah Mikealson | hlavní role (1. řada), vedlejší role (2.–5. řada), 37 dílů |
| 2015–2016 | Aquarius                 | Charmain Tully    | hlavní role, 24 dílů                                       |